# ستيغ مارتنسون
ستيغ مارتنسون هو دراج سويدي، ولد في 1 فبراير 1923 في Skultuna ‏ في السويد، وتوفي في 1 أغسطس 2010.

## وصلات خارجية
- ستيغ مارتنسون على موقع أرشيف الدراجات (الإنجليزية)
- ستيغ مارتنسون على موقع إحصائيات الدراجات الإحترافية (الإنجليزية)
- ستيغ مارتنسون على موقع أوليمبيديا (الإنجليزية)
- ستيغ مارتنسون على موقع اللجنة الأولمبية السويدية (السويدية)